# Guerra acorazada

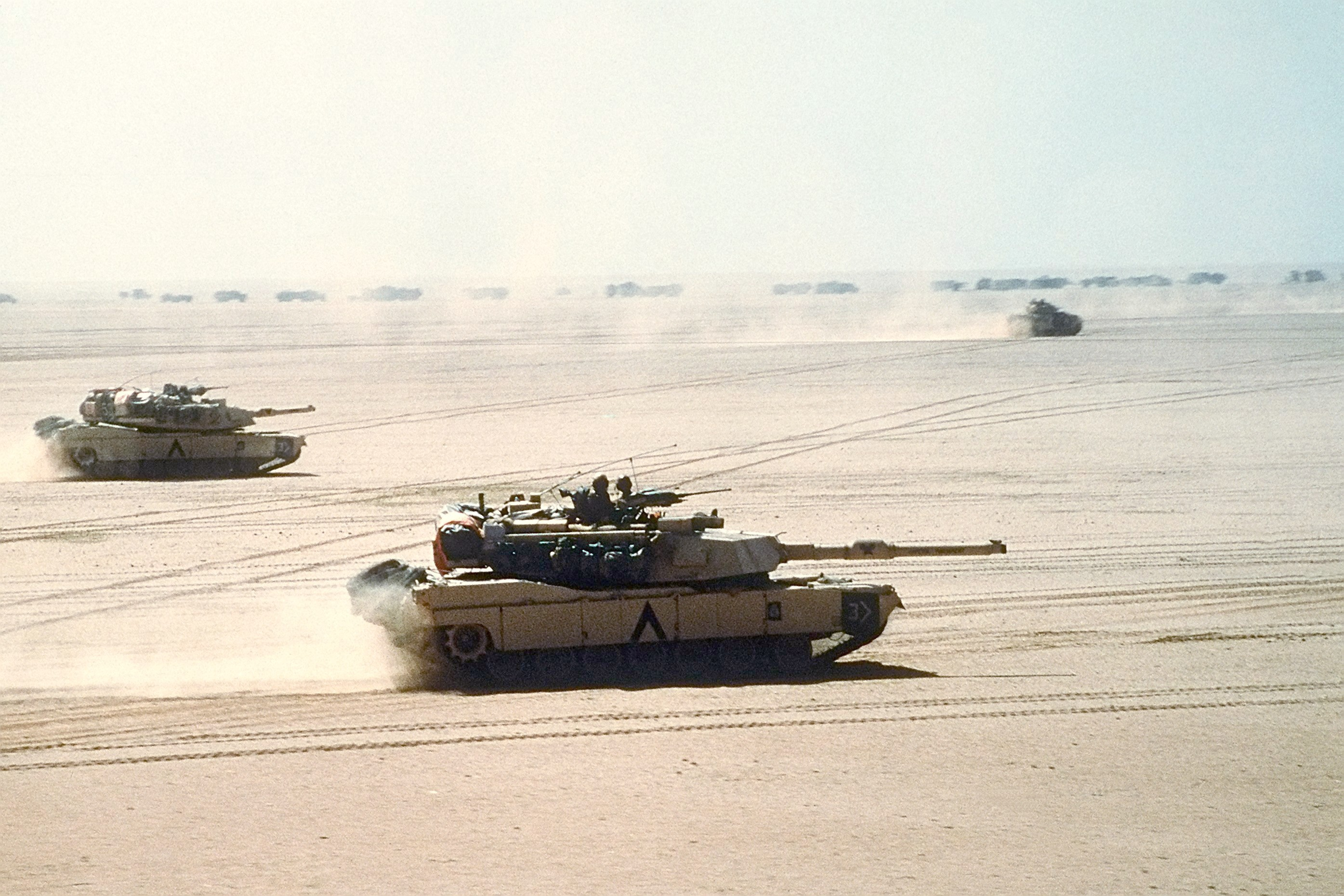
Una fuerza combinada de M1 Abrams, vehículos de combate de infantería M2 Bradley y un convoy logístico avanzando durante la Guerra del Golfo.

La guerra blindada o guerra acorazada, en la guerra moderna, se entiende como la utilización de los vehículos blindados de combate como un componente central de los métodos de guerra.

## Historia

### Primera Guerra Mundial
La guerra acorazada moderna comenzó con el desarrollo del carro de combate durante la Primera Guerra Mundial. El tanque británico Mark I entró por primera vez en acción en la batalla del Somme, en septiembre de 1916, pero no consiguió romper el punto muerto de la guerra de trincheras. En la Batalla de Cambrai (1917), los tanques británicos tuvieron más éxito y rompieron el sistema de línea de trincheras alemán, la Línea Hindenburg. 
Después de la desastrosa ofensiva final alemana, los tanques se usaron en la Batalla de Amiens, terminando con el punto muerto impuesto por la guerra de trincheras en el Frente Occidental, y acabando de manera efectiva con la guerra. Después de la Primera Guerra Mundial, los aspectos técnicos y de doctrina de la guerra acorazada fueron evolucionando, llegando a ser más sofisticados y creándose múltiples escuelas.

### Periodo de entreguerras
Después de la Gran Guerra, varios comandantes que habían estado involucrados en el desarrollo del tanque, estuvieron envueltos en el desarrollo de nuevas ideas. Liddell Hart escribió extensamente acerca de la guerra de tanques y acerca de las teorías del Coronel Fuller. La Oficina de Guerra Británica sancionó la creación de la Fuerza Mecanizada Experimental que fue formada el 1 de mayo de 1927, bajo el mando del Coronel R. J. Collins. Las unidades eran completamente móviles y consistían en tanquetas de reconocimiento blindado y en coches acorazados, un batallón de 48 tanques medios Vickers, un batallón de ametralladoras acorazadas, un regimiento de artillería mecanizado, que tenía una batería de cañones completamente autopropulsados con cadenas, capaz de actuar como artillería convencional o antiaérea (Cañones Birch), y una compañía motorizada de ingenieros de campo. La unidad realizó operaciones en la Llanura de Salisbury y fue observada por otras naciones importantes: los Estados Unidos, Alemania y la Unión Soviética. Aunque se reconoció su actuación, fue licenciada en 1928. Entonces los Estados Unidos crearon su propia fuerza mecanizada experimental. El Ejército Británico comenzó la conversión de su caballería del caballo a los tanques. Aunque hubo diferencias en si la fuerza del Ejército Británico debería desarrollarse conjuntamente con la Royal Air Force y siendo favorecida la Marina Real Británica por algunas personas en el gobierno, todos excepto unos pocos regimientos estaban completamente convertidos en 1939.

### Segunda Guerra Mundial

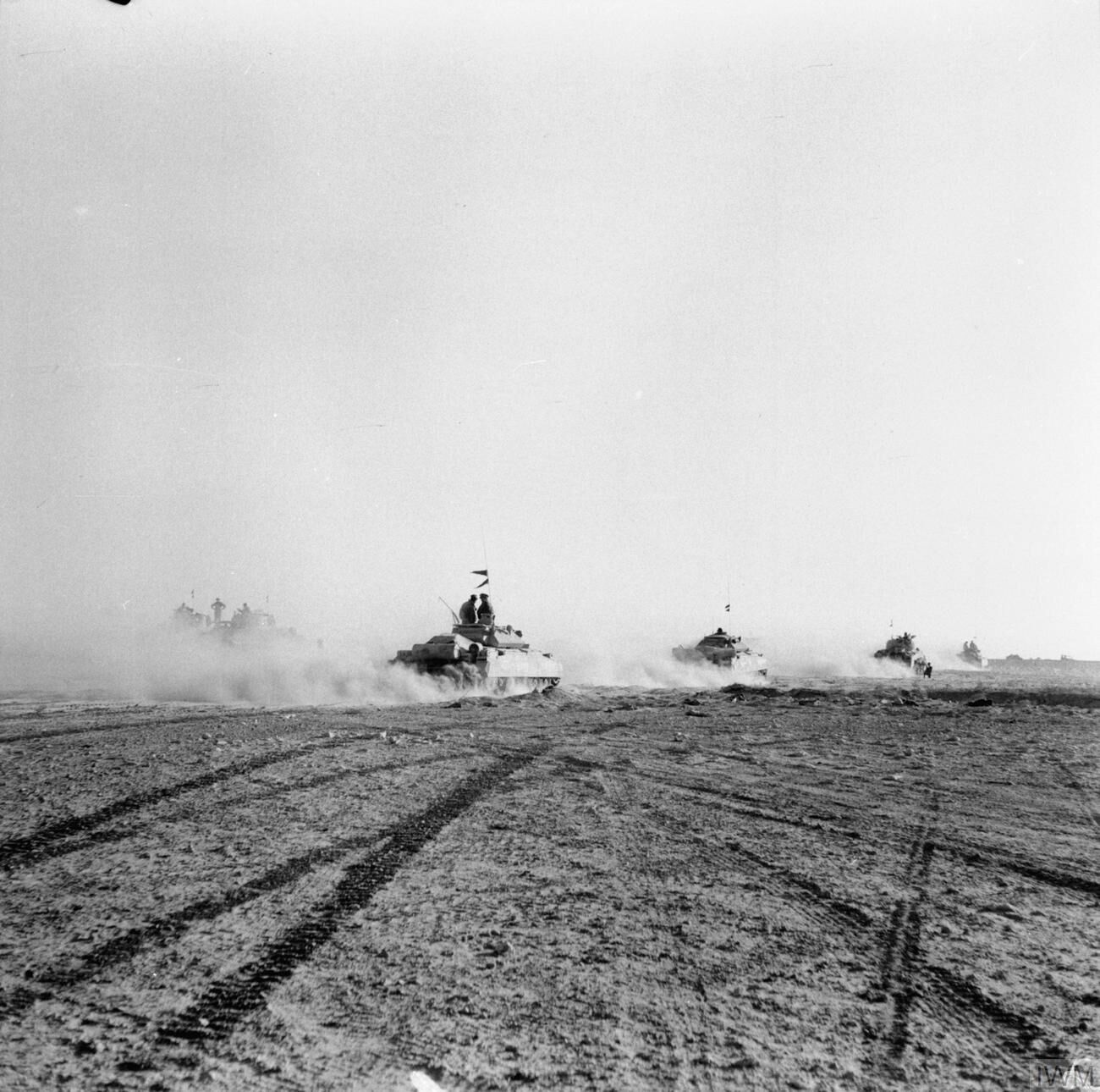
Tanques británicos avanzando bajo el fuego enemigo durante la Segunda Batalla de El Alamein en 1942.

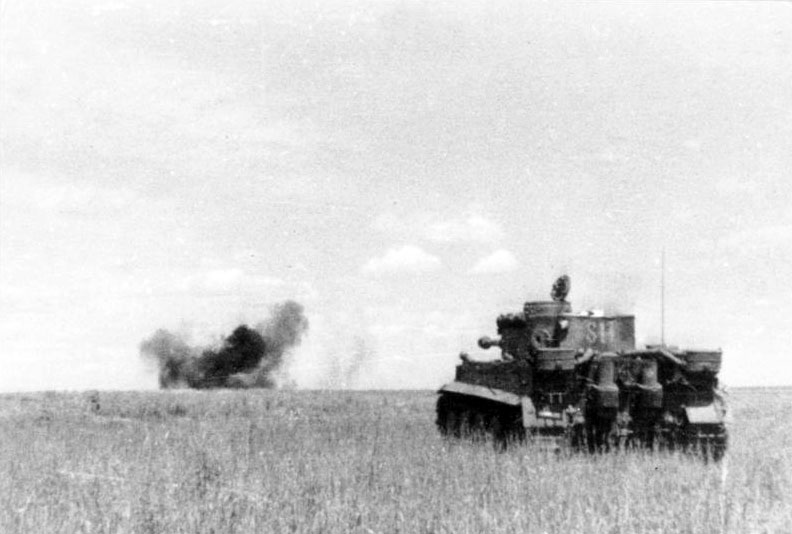
Un Tiger I alemán en combate durante la Batalla de Kursk en 1943.

La doctrina de la guerra acorazada moderna fue desarrollada y establecida durante la Segunda Guerra Mundial, en muchos casos usando los medios acorazados como un arma de apoyo a la infantería con el papel de penetrar las defensas enemigas. Una clave fundamental en la guerra convencional es la concentración de fuerza en un punto determinado. La concentración de fuerza incrementa las posibilidades de victoria en un enfrentamiento determinado. Correctamente escogido y explotado, la victoria en un enfrentamiento dado o en un pequeño número de enfrentamientos es a menudo suficiente para ganar la batalla.
Por ejemplo, visualiza una línea defensiva recta compuesta por dos divisiones de infantería y dos divisiones acorazadas, desplegadas de igual forma a lo largo de la línea. Un atacante numéricamente igualado puede ganar concentrando sus medios acorazados en un punto (con su infantería aguantando el resto de la línea), garantizando así el forzado de la línea, después atravesándola, volviéndose hacia los flancos de las dos mitades de la línea defensiva y después arrollándolas.
La línea defensiva podría intentar el contraataque, pero no es fuerte en ningún punto y aunque el ataque combinado de la infantería/medios acorazados de los defensores es más fuerte que un ataque de sólo infantería, no es mucho más fuerte (ya que las divisiones están extendidas a lo largo de toda la línea del frente) y así en general es mucho más fácil defender que atacar.
Un aspecto importante para todos los tipos de guerra es una fórmula muy simple, conocida como la Ley del Cuadrado de Lanchester, en la que el poder de combate de una unidad de combate relativo al poder relativo de combate de un enemigo de un determinado tamaño es el cuadrado del número de miembros de esa unidad:
- Un tanque tiene obviamente el poder de combate de un tanque. (1² = 1)

- Dos tanques tienen cuatro veces el poder relativo de combate de un solo tanque. (2² = 4)

Básicamente, una diferencia del doble en número de tanques cuadriplicará el poder de fuego relativo  —relativo a la cantidad de poder de fuego que el enemigo tiene por miembro de la unidad amiga; también podría expresarse esto diciendo que su castigo relativo debido a la acción enemiga es reducido cuatro veces, que es lo mismo que decir— no solo se dobla su propio número absoluto, sino que el número de tanques enemigos relativo a cada uno de los suyos, también se reduce por la mitad.
Así, concentrando dos divisiones en un punto y atacándolo genera una fuerza mucho más grande de lo que se consigue extendiendo dos divisiones en una línea y atacando hacia adelante en un frente ancho.
La concentración de fuerza requiere movilidad (para permitir una rápida concentración) y poder de fuego (para ser efectivo en el combate una vez que se ha concentrado). El tanque incorpora estas dos propiedades y se convierte así en el arma primaria.
Antes de la Segunda Guerra Mundial, la caballería montada a caballo realizaba la tarea que hoy en día realiza el tanque: rompiendo el frente o rodeando al enemigo y atacándolo por la retaguardia. En todos los ejércitos hubo una gran resistencia contra la introducción del tanque (debido al subsiguiente reemplazo del caballo), en particular porque las unidades de caballería estaban consideradas como unidades de élite y tenían una gran influencia dentro del ejército.

#### Doctrina alemana
Cuando llega la Segunda Guerra Mundial, las fuerzas acorazadas alemanas han desarrollado una doctrina más profunda y flexible que la de los Aliados a nivel táctico y operacional. No existía ninguna doctrina a nivel estratégico, pero mediante la concentración de sus divisiones Panzer en 1940 en la Batalla de Francia explotaron estratégicamente las brechas en las líneas defensivas aliadas, hechas por su infantería y fuerza aérea, con un efecto enorme, conduciendo a la adopción oficial por parte del Ejército como un todo de las tácticas de la "Blitzkrieg". Este desarrollo, producido en gran parte bajo la influencia de Guderian, fue facilitado por el hecho de que se había formado un Arma de Tanques por razones políticas, el "Panzertruppe" o "Panzerwaffe", diferente de la Infantería y de la Caballería. El "Panzertruppe" fue relegado, sin embargo, hasta 1940 por la mucho más influyente Infantería, ejemplificado por la baja prioridad dada a la producción de tanques y al hecho de que los tanques estuvieron entre 1936 y 1939 divididos entre la Infantería y la Caballería. Guderian, con la ayuda de algunos otros, estableció los equipos de armas acorazadas combinados, diferentes de una formación de infantería o caballería. Este desarrollo fue lastrado hasta 1941 por la falta inicial de vehículos semiorugas para acompañar a los tanques: en 1940 hubo poca cooperación práctica entre los tanques alemanes y la infantería a nivel táctico, pero sí la hubo al nivel operacional. La investigación en profundidad obtenida a través de los estudios teóricos, con juegos de guerra, y ejercicios prácticos desarrollaron una gran confianza en el "Panzertruppe" (y un apoyo político por parte de Hitler), y en la formación acorazada como el elemento clave en el campo de batalla —aunque este punto de vista no era compartido por las otras ramas del Servicio antes de 1940—. Una parte importante de esta doctrina era la de las comunicaciones mejoradas, mediante la introducción de radios en todos los tanques —y nuevamente este ideal sufrió de limitaciones técnicas cuando muchos tanques solo tenían equipos de recepción—. Su superior doctrina táctica y operacional, combinada con una aplicación estratégica más apropiada, capacitaron a los alemanes en 1940 para derrotar a fuerzas cuantitativamente superiores en fuerzas acorazadas, en infantería y artillería durante su campaña en Francia. Pero justo cuando se convirtió la "Blitzkrieg" en una doctrina deliberada, en 1941, falló al final en el frente del este, aunque consiguió al principio éxitos espectaculares.

#### Doctrina británica y francesa
En el Reino Unido y en Francia, los vehículos acorazados fueron aceptados dentro del Ejército, pero usando una división de funciones: algunos como armas de apoyo de la infantería, y otros sustituyendo a la caballería. Como tales, los tanques de infantería británicos y franceses estaban muy acorazados y en consecuencia eran demasiado lentos, mientras que los tanques de caballería británicos ("cruiser") eran rápidos y como resultado estaban pobremente acorazados. Los tanques alemanes estaban diseñados para operaciones móviles independientes y eran tanques para todo: más ligeros, considerablemente más móviles pero más débilmente armados y acorazados que los tanques de infantería; todavía no se veía a los tanques como un arma principalmente antitanque. Cuando los tanques alemanes se enfrentaron realmente a los tanques de infantería británicos en combate, no estaban en la mejor de las condiciones, pero se recobraron para echar a los tanques británicos fuera de la Europa continental. Al comienzo de la invasión alemana, los franceses poseían más tanques y, mirándolos uno a uno, mejores tanques que los alemanes; pero lo que importó fue cómo se usaban los tanques, y los franceses distribuyeron la mitad de los suyos entre batallones independientes de tanques para el apoyo de la infantería, volviéndolos inútiles. Los alemanes en 1940 concentraron todos sus tanques en divisiones Panzer y las usaron para conseguir un cerco estratégico, golpeando y abriendo su camino a través de la línea defensiva francesa y dirigiéndose hacia el canal.
Para contrarrestar tales ataques, se debe mantener una fuerza adelantada móvil antitanque en reserva y moverla hacia la zona del ataque. Los franceses no tenían ningún tipo de reserva estratégica; menos aún una reserva con gran movilidad como sus tres divisiones acorazadas de caballería. Las únicas unidades acorazadas organizadas que podían haberse lanzado hacia las líneas de las divisiones acorazadas alemanas ya se habían empleado en los Países Bajos, lo que fue crucial en el fallo francés en responder a la penetración alemana, así como que a las divisiones acorazadas francesas de infantería les faltaba suficiente movilidad estratégica. Sin embargo, consiguieron utilizar una nueva táctica que probó ser bastante eficiente contra los ataques de la Blitzkrieg. Se llamó la defensa erizo. No obstante, debido a las pérdidas sufridas, los franceses nunca pudieron contraatacar, y los erizos fueron eventualmente sobrepasados.
En los desiertos del Norte de África, los británicos desarrollaron una táctica alternativa, combinando medios acorazados, infantería y artillería, todo unido, formando un "equipo equilibrado de armas combinadas"; el ejército italiano, mal armado y guiado, se colapsó.

#### Doctrina de Estados Unidos
El ejército de los Estados Unidos estuvo influenciado por las acciones de los tanques alemanes en la Campaña Polaca de 1939. La idea más popular en los Estados Unidos era que los tanques se habían usado de una manera valiente e innovadora en un nuevo sistema de guerra llamado Tank war. Bajo el mando del General Jacob Devers, Jefe de las Fuerzas Acorazadas, la doctrina evolucionó en una fuerza operacional de armas combinadas que consistía principalmente en infantería, artillería y tanques, siendo los tanques el componente principal de maniobra. Con esta doctrina, a las tripulaciones de tanques norteamericanas de las divisiones acorazadas y de los batallones de tanques del Cuartel General se les enseñó a combatir en enfrentamientos tanque a tanque. El personal de la Fuerza Acorazada durante y después de la guerra criticó a la infantería por usar los batallones de tanques del Cuartel General asignados a las divisiones de infantería solamente en apoyo de la infantería.
El equipo de armas combinadas de los Estados Unidos incluía apoyo aéreo, artillería, ingenieros, y un componente de tanques suplementado por el concepto del Destructor de tanques. Este último concepto está identificado de manera precisa con el Jefe de las Fuerzas del Ejército de Tierra, el General Leslie McNair, que creía en los cañones antitanque remolcados de 57 mm, en los bazucas transportados a mano y en los Destructores de tanques ligeramente acorazados que serían superiores a los tanques propios al combatir a los tanques enemigos. Bajo esta doctrina, se les enseñó a los equipos de tanques estadounidenses de ambas divisiones blindadas y de los batallones de tanques de GHQ a luchar contra los tanques en los tanques. El personal de la Fuerza Blindada durante y después de la guerra criticó a la infantería por usar los batallones de tanques GHQ asignados a las divisiones de infantería estrictamente como apoyo de infantería.

### Tácticas defensivas alemanas
Más adelante durante la Segunda Guerra Mundial, los alemanes estuvieron a la defensiva, tratando de contener el golpe de las fuerzas acorazadas aliadas, ahora muy superiores en número. Además de usar los tanques en posiciones excavadas en tierra, hicieron uso de los tipos más viejos convirtiéndolos en destructores de tanques, básicamente en tanques sin torreta con cañones más pesados y algunas veces cubriéndolos con una coraza pesada. Estos vehículos, como el Sturmgeschütz III, eran superiores en número a los tanques alemanes y destruyeron numerosos tanques aliados en los campos de batalla europeos. Formaron parte de una táctica general antitanque muy efectiva que incluía el uso de equipos antitanque armados con el Panzerfaust (pequeños cohetes sin retroceso), cañones antitanque y extensos campos de mina antitanques. Todo junto hizo que el uso con éxito de la táctica de la Blitzkrieg fuese muy difícil.

### Guerras árabe-israelíes
En la serie de conflictos de las guerras árabe-israelíes, ambos bandos han hecho un uso intensivo de los tanques y de otros vehículos acorazados. Hasta la guerra de Yom Kipur en 1973, las unidades acorazadas israelíes tuvieron normalmente ventaja, debido principalmente a buenas tácticas y una buena cohesión de sus unidades. En 1973, Israel falló en comprender la importancia de la introducción de los misiles guiados antitanque (ATGMs en inglés). Cientos de misiles guiados antitanque AT-3 Sagger, capaces de ser transportados por la infantería, fueron suministrados a los egipcios por la Unión Soviética e infligieron graves pérdidas a los tanques israelíes. Desde entonces, los ATGMs también han jugado un papel clave en las fuerzas israelíes. Los israelíes son líderes en el desarrollo de los "destructores de tanques" basados en misiles. Cuando una unidad de infantería se movió para enfrentarse a los misiles antitanque, fueron capaces de derrotarles fácilmente —fuerte evidencia que los tanques operando solos tienen graves debilidades—.

### OTAN y Pacto de Varsovia
Durante la Guerra Fría, la OTAN y el Pacto de Varsovia asumieron que la guerra acorazada sería el aspecto dominante de la guerra terrestre convencional en Europa.
Los vehículos de combate de infantería fueron desarrollados por vez primera en los años 1960 con los BMP-1 de la Unión Soviética.
Se desarrolló el uso del helicóptero como arma antitanque.
Se creó el carro de combate principal, combinando muchos de los diferentes tipos de tanques que hubo durante la Segunda Guerra Mundial.

## Presente
Los carros de combate raramente trabajan solos; normalmente el tamaño mínimo de una unidad es de pelotón (pelotón es la unidad más pequeña en el ejército y los marines de los Estados Unidos, que está dirigida por un oficial, y un componente de una compañía o tropa) de cuatro a cinco tanques. Los tanques del pelotón trabajan juntos proporcionándose apoyo mutuo: dos podrían avanzar mientras el resto les cubre y después paran para proveer cobertura al resto que se mueven hacia adelante.
Normalmente, múltiples pelotones se coordinan con la infantería mecanizada y utilizan su movilidad y poder de fuego para penetrar por los puntos débiles de las líneas enemigas. En esta situación los poderosos motores, cadenas y torretas entran en acción. La habilidad para rotar la torreta los 360° completos, permite movimientos coordinados dentro de y entre pelotones, mientras se defienden contra ataques que vengan desde múltiples direcciones y se enfrentan contra tropas y vehículos sin parar o reducir velocidad. Cuando están a la defensiva, esperan en posiciones preparadas o usan los elementos naturales del terreno (como pequeñas colinas) para ponerse a cubierto. Un tanque colocado justo detrás de la cresta de una colina ("desenfilada"), expone solamente la parte superior de su torreta, con el cañón y los sensores, apuntando al enemigo, dejando el blanco expuesto más pequeño posible al enemigo, mientras que esto le permite todavía enfrentarse al enemigo al otro lado de la colina. Los tanques normalmente son capaces de bajar el cañón principal por debajo de la horizontal desde que la moderna munición de energía cinética (KE), tienen trayectorias casi planas. Sin esto, no podrían explotar este tipo de posiciones. Sin embargo, después de rebasar la cima de la cresta, el tanque puede exponer a las armas enemigas sus bajos débilmente acorazados.
Pueden surgir problemas cuando los tanques y la infantería no trabajan juntos. Durante la guerra de Yom Kippur, tanques israelíes que operaban solos en grandes números fueron diezmados por la infantería egipcia que poseía misiles guiados antitanque. Cuando trajeron a la infantería y a la artillería israelí en apoyo de los tanques, se volvieron las tornas y las unidades egipcias fueron suprimidas con pérdidas reducidas para las tropas israelíes. Este es un ejemplo extremo, pero ejemplifica lo que se ha documentado con bastante rigor desde el final de la Segunda Guerra Mundial: los tanques y la infantería trabajan mejor tomando ventaja de las fuerzas que posee cada uno y combinándolas para minimizar las debilidades. En muchos conflictos, es normal ver a la infantería montada en la parte trasera de los tanques, lista para saltar y prestar su apoyo cuando sea necesario. Desafortunadamente, el diseño de muchos tanques modernos convierte esta práctica en peligrosa. El M1 Abrams, por ejemplo, tiene los gases de escape tan calientes, que la infantería que esté cerca, tiene que tener cuidado de donde se coloque. Los tanques también pueden ser muy vulnerables a la artillería bien apuntada; el apoyo aéreo bien coordinado y las unidades de artillería de contrabatería son de gran ayuda a la hora de contrarrestar el fuego artillero.
La coraza alrededor de un carro de combate no es uniforme; la parte frontal normalmente está mejor blindada que los laterales o la parte trasera. Debido a esto, la práctica normal consiste en mantener la parte frontal mirando al enemigo en todo momento, el tanque se retira dando marcha atrás en vez de darse la vuelta. Conducir marcha atrás alejándose del enemigo es incluso más seguro que conducir hacia adelante acercándose a él ya que un bache puede lanzar la parte frontal del tanque hacia arriba en el aire, dejando expuesta la delgada coraza de los bajos y haciendo que el cañón deje de apuntar al blanco debido al ángulo limitado de depresión.
Las cadenas, ruedas y la suspensión de un carro de combate están fuera del casco acorazado y son algunos de los puntos más vulnerables. La forma más fácil de incapacitar a un tanque (otra diferente a un impacto directo en un área vulnerable con todo el poder de un arma antitanque) es apuntar a las cadenas para una "muerte de movilidad" (m-kill en inglés). Una vez que un tanque está incapacitado es más fácil de destruir. Esta es la razón por la que las cortinas de protección lateral son importantes; pueden deflectar las balas de las ametralladoras pesadas y hacer que exploten prematuramente la munición HEAT antes que golpee el tren móvil. Otras partes vulnerables de un tanque típico incluyen la cubierta del motor (con las entradas de aire, radiadores, etc.) y el anillo de la torreta, donde la torreta se une al casco.
Cuando se usan defensivamente, los tanques se hunden a menudo en trincheras o se colocan detrás de muros de tierra para incrementar su protección. Los tanques pueden disparar unos pocos disparos detrás de sus posiciones defensivas, y después retirarse (marcha atrás) a otra posición preparada más atrás y conducir detrás de los muros o dentro de las trincheras. Estas posiciones pueden ser construidas por las tripulaciones de los tanques, pero las preparaciones son mejores y más rápidas si las realizan ingenieros de combate con bulldozers. La protección en la parte superior, incluso si es bastante delgada, puede ser muy útil ya que puede ayudar a predetonar los obuses de infantería y evitar los impactos directos desde arriba, lo que puede ser mortal para un tanque, golpeándolos donde su coraza es más delgada. En resumen, las tripulaciones de tanques, encuentran tantos medios como les sea posible para aumentar la coraza de sus vehículos.
Los tanques normalmente van a la batalla con un obús en el cañón, listo para disparar, para minimizar el tiempo de reacción cuando se encuentren con el enemigo. La doctrina de los Estados Unidos requiere que este obús sea munición de energía cinética (KE), ya que el tiempo de reacción es muy importante cuando se encuentra a tanques enemigos, para conseguir el primer disparo (y posiblemente la primera muerte). Si se encuentra a tropas o vehículos ligeros, la respuesta habitual consiste en disparar este obús hacia ellos, a pesar de que no es la munición ideal —es difícil y consume tiempo el quitar un obús que ya está en la recámara—. En este caso, después que se dispara la munición KE, se cargaría una munición HEAT para continuar con el enfrentamiento.
Los carros de combate pueden ser decisivos en la lucha urbana, con la habilidad de demoler muros y disparar ametralladoras medias y pesadas en muchas direcciones simultáneamente. Sin embargo, los tanques son especialmente vulnerables en el combate urbano. Es más fácil para la infantería enemiga el deslizarse detrás de un tanque o dispararle a sus lados, donde es más vulnerable. Además, disparar hacia abajo desde edificios con múltiples alturas, permite que se dispare a la suave coraza de la parte superior de la torretea, e incluso armas básicas como los cóctel molotov, si se apuntan a las entradas de aire del motor, pueden incapacitar a un tanque. Debido a esta limitaciones, los tanques son difíciles de usar en los conflictos en ciudades donde puede haber civiles o fuerzas amigas cercas, ya que su poder de fuego no se puede usar de una forma óptima.

### Tácticas y amenazas desde el aire

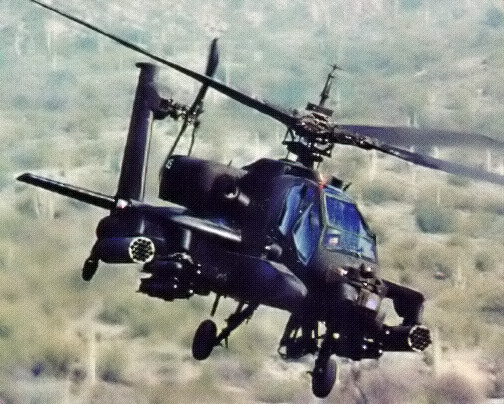
AH-64 Apache, un helicóptero de ataque diseñado para destruir vehículos acorazados.

Los tanques y otros vehículos acorazados son vulnerables a los ataques desde el aire por varias razones. Una es que son detectables fácilmente —el metal del que están hechos se muestra muy bien en el radar, y es especialmente obvio que se mueven en formación—. Un tanque que se mueva también produce un montón de calor, ruido y polvo. El calor hace que se vean muy bien en los sistemas de mira anterior de infrarrojos y el polvo es una muy buena pista visual durante el día. La otra razón importante es que muchos vehículos acorazados tienen una coraza más delgada en el techo de la torreta y sobre la cubierta del motor, así que los misiles guiados antitanque (desde un helicóptero de ataque o desde un jet de ataque a tierra) les golpearía desde la parte superior donde sería mortal llevando incluso una pequeña carga. Incluso las ametralladoras y pequeños cañones automáticos son capaces de penetrar a través de las secciones de la parte trasera y de la parte superior del compartimento del motor de un tanque.

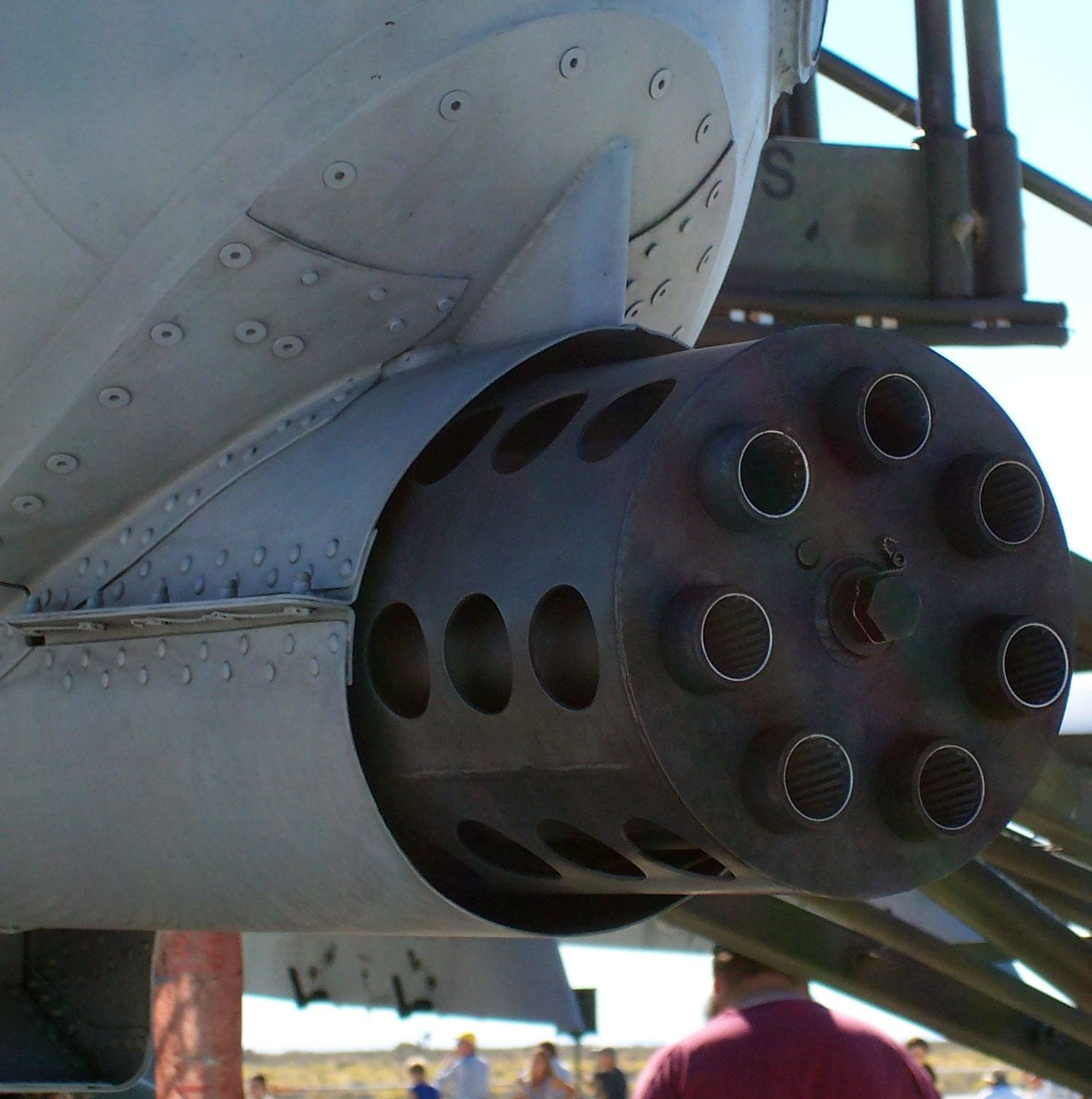
Imagen cercana del cañón A-10 GAU-8 Avenger.

Ciertos aviones han sido diseñados para atacar vehículos acorazados. El más notable construido con este propósito es el Fairchild-Republic A-10 Thunderbolt II, afectuosamente conocido como el "Jabalí Verrugoso" ("Warthog" en inglés) debido a su forma (en contraste con los aviones militares con formas más estéticamente agradables). El "Cerdo" puede no tener líneas muy esbeltas pero es excepcionalmente efectivo en su función: caza y mata a los enemigos acorazados y a sus vehículos, y su reputación de ser un efectivo "Revientatanques" no es infundada. Aunque es capaz de transportar diferente número de misiles y bombas (incluyendo armas antitanque como el AGM-65 Maverick), su arma principal es el cañón Gatlin de 30mm GAU-8/A Avenger que es capaz de disparar 3.900 rondas de uranio empobrecido capaz de atravesar coraza por minuto (una creencia popular es que el avión fue realmente construido alrededor del cañón y no a la inversa). Capaz de un vuelo de baja velocidad y baja altitud, el A-10 es en sí mismo un vehículo acorazado volador con una cubierta de titanio alrededor del piloto, con un armazón de vuelo capaz de sobrevivir impactos directos de proyectiles atraviesa corazas y de alto explosivo y con una triple redundancia en sus sistemas de vuelo, con sistemas mecánicos para respaldar hidráulicos de doble redundancia.
Similarmente, se han diseñado varios helicópteros de ataque para enfrentarse principalmente con vehículos enemigos acorazados. El AH-64 Apache, Westland Lynx, Mil Mi-24, Eurocopter Tigre y el Denel AH-2A Rooivalk son algunos de estos ejemplos. Los helicópteros son muy efectivos contra los vehículos acorazados por muchas razones. El AH-64D Longbow Apache, por ejemplo, está equipado con multitud de sensores y de sistemas de armas mejorados, mientras que el domo de control radar de fuego del AN/APG-78 Longbow está instalado sobre el rotor principal.
Las amenazas aéreas pueden ser contrarestadas de varias maneras. Una manera es con la supremacía aérea. Este es el modo en el que los Estados Unidos confía más, lo que se demuestra por su distintiva falta de vehículos móviles de defensa aérea de corto alcance, para acompañar a sus unidades acorazadas. Muchos otros países acompañan a sus fuerzas acorazadas con cañones antiaéreos autopropulsados altamente móviles, como los rusos ZSU-23, sistemas de misiles tierra-aire de corto y medio alcance como el SA-6, SA-8 y el SA-11, o combinar ambos en el mismo vehículo (el ZSU-23 por ejemplo puede albergar también misiles antiaéreos SA-18 o SA-16).

## Apoyo
La guerra acorazada es muy intensa desde el punto de vista mecánico y logístico, y requiere un apoyo mecánico muy extenso.
Los vehículos de combate acorazados requieren de vehículos acorazados capaces de trabajar en el mismo terreno para apoyarles. Estos están operados por las ramas apropiadas del ejército. Por ejemplo, en el Ejército Británico la recuperación y mantenimiento de vehículos la lleva el REME y los vehículos de combate de ingenieros la lleva el RE.
Estos incluyen:
- Vehículos de Recuperación Acorazada (ARV en inglés)

Muchos de estos vehículos están basados en el chasis para el vehículo que apoyan. Por ejemplo, el ARV para el tanque del RU Challenger es el casco del Challenger con un winche. 
- Vehículos de apoyo acorazados

- (acorazados) Vehículos de Ingenieros de combate Combat Engineering Vehicles (CEV en inglés)

Por ejemplo, bulldozers.

## Futuro
Mientras que el carro de combate ha sido una parte integral en la guerra acorazada del pasado, los conflictos recientes han puesto mayor énfasis en la movilidad, que los carros de combate principales no pueden proveer. Lleva unas cuantas semanas el transferir los tanques y a su equipamiento de apoyo por mar o aire, y los vehículos todavía requieren un mantenimiento frecuente.